# Autilla del Pino
Autilla del Pino – gmina w Hiszpanii, w prowincji Palencia, w Kastylii i León, o powierzchni 34,58 km². W 2011 roku gmina liczyła 254 mieszkańców.